# نادي راسينغ مونتيفيديو
نادي راسينغ مونتيفيديو (بالإسبانية: Racing Club de Montevideo)‏ نادي كرة قدم أوروغواياني يلعب في دوري الدرجة الممتازة . تم تأسيس النادي في سنة 1919 .